# Fixpunkt (Mathematik)

Darstellung eines Fixpunktes. Dieser ist – nach den im Text wiedergegebenen Kriterien – anziehend, das heißt stabil.

In der Mathematik versteht man unter einem Fixpunkt einen Punkt, der durch eine gegebene Abbildung auf sich abgebildet wird. Ein Beispiel: Die Fixpunkte einer Achsenspiegelung sind die Punkte der Spiegelachse. Eine Punktspiegelung hat nur einen Fixpunkt, nämlich deren Zentrum.

## Definition
Sei {\displaystyle X} eine Menge und {\displaystyle f\colon X\to X} eine Funktion. Dann heißt ein Punkt {\displaystyle x\in X} Fixpunkt, falls er die Gleichung {\displaystyle f(x)=x} erfüllt.

## Fixpunkte in der Numerik
Darüber hinaus gilt folgendes: Der Fixpunkt ist stabil bzw. instabil, wenn {\displaystyle \left|f{}'(x)\right|}, der Betrag der Ableitung der betrachteten Funktion, im Schnittpunkt {\displaystyle <1} bzw. {\displaystyle >1} ist. Dies bedeutet, dass man die Funktion auf den Punkt selbst anwenden kann, ohne ihn zu verändern, wobei eine Störung wenig (bzw. viel) ändert, indem sie zum Fixpunkt hinführt (bzw. vom Fixpunkt wegführt).
Mit dem Fixpunktproblem verwandt ist das Problem der „iterierten Abbildungen“, das in der Numerik und der Chaosforschung wichtig ist. Mit einem vorgegebenen Anfangswert {\displaystyle x_{1}} beginnend, springt man hier nach dem Schema {\displaystyle x_{n+1}=f(x_{n})} treppenartig zwischen der Funktion {\displaystyle f(x)} und der Diagonale hin und her, und zwar zum Fixpunkt hin oder weg von ihm, je nachdem ob der Fixpunkt stabil oder instabil ist. Einzelheiten sind u. a. dem unten angegebenen Buch von H.G. Schuster zu entnehmen.

## Verbandstheorie
Auch in der Verbandstheorie spielen Fixpunkte eine Rolle. Ist {\displaystyle (M,\leq )} eine partielle Ordnung und  {\displaystyle f:(M,\leq )\to (M,\leq )} eine ordnungserhaltende Abbildung, so interessiert man sich auch für die Menge aller Fixpunkte {\displaystyle \mathrm {Fix} (f)}. Diese Menge ist eine Teilmenge von  {\displaystyle M} und wird selbst durch {\displaystyle \leq } geordnet.
Dann kann man sich fragen, welche Aussagen man über {\displaystyle (\mathrm {Fix} (f),\leq )} treffen kann. Eines der Hauptresultate ist der Fixpunktsatz von Tarski und Knaster, mit dem man auch den Satz von Cantor-Bernstein-Schröder beweisen kann.

## Beispiele
- Die Parabelfunktion {\displaystyle f\colon \mathbb {R} \to \mathbb {R} }, die durch {\displaystyle f(x)=x^{2}} gegeben ist, hat die zwei Fixpunkte 0 (stabil) und 1 (instabil).
- Sei {\displaystyle V} ein Vektorraum und {\displaystyle \operatorname {Id} \colon V\to V} die identische Abbildung, also die Abbildung mit {\displaystyle \operatorname {Id} x=x}, dann sind alle {\displaystyle x\in V} Fixpunkte (bzw. Fixvektoren).
- Sei {\displaystyle {\mathcal {S}}} der Schwartz-Raum und {\displaystyle {\mathcal {F}}\colon {\mathcal {S}}\to {\mathcal {S}}} die kontinuierliche Fourier-Transformation. Für die Dichtefunktion {\displaystyle \varphi (x)={\tfrac {1}{{\sqrt {2\pi }}^{n}}}\cdot e^{-{\tfrac {1}{2}}x^{2}}} der {\displaystyle n}-dimensionalen Normalverteilung gilt {\displaystyle {\mathcal {F}}(\varphi )=\varphi }. Daher ist die Dichtefunktion der Normalverteilung ein Fixpunkt der Fourier-Transformation.
- Das Newton-Verfahren {\displaystyle x_{n+1}=x_{n}-{\tfrac {f(x_{n})}{f'(x_{n})}}} entspricht der Fixpunktgleichung {\displaystyle g(x)=x-{\tfrac {f(x)}{f'(x)}}\,}.

## Raum mit Fixpunkteigenschaft

### Definition
Ein topologischer Raum {\displaystyle X} besitzt die Fixpunkteigenschaft, falls jede stetige Abbildung {\displaystyle f\colon X\to X} einen Fixpunkt hat.

### Beispiele
- Die Sphäre {\displaystyle S^{n}} besitzt die Fixpunkteigenschaft nicht, denn die Punktspiegelung am Mittelpunkt hat keinen Fixpunkt.
- Eine Vollkugel {\displaystyle D^{n}} hat die Fixpunkteigenschaft. Dies besagt der Fixpunktsatz von Brouwer.

## Fixpunktsätze
Die Existenz von Fixpunkten ist Gegenstand einiger wichtiger mathematischer Sätze. Der Banachsche Fixpunktsatz besagt, dass eine Kontraktion eines vollständigen metrischen Raumes genau einen Fixpunkt besitzt.
Wenn eine Selbstabbildung nur stetig ist, muss der Fixpunkt nicht eindeutig sein und andere Fixpunktsätze zeigen dann nur die Existenz. Dabei stellen sie meist stärkere Voraussetzungen an den Raum, auf dem die Funktion definiert ist. Beispielsweise zeigt der Fixpunktsatz von Schauder die Existenz eines Fixpunktes in einer kompakten, konvexen Teilmenge eines Banachraums. Dieser Satz ist eine Verallgemeinerung des Fixpunktsatzes von Brouwer, der besagt, dass jede stetige Abbildung der abgeschlossenen Einheitskugel in sich selbst einen Fixpunkt besitzt. Im Gegensatz zu den beiden anderen Sätzen gilt dieser allerdings nur in endlichdimensionalen Räumen, also im {\displaystyle \mathbb {R} ^{n}} oder im {\displaystyle \mathbb {C} ^{n}}.
Der Fixpunktsatz von Banach liefert außerdem die Konvergenz und eine Fehlerabschätzung der Fixpunkt-Iteration {\displaystyle x_{n+1}=f(x_{n})} im betrachteten Raum. Dieser Satz ergibt somit ein konkretes numerisches Verfahren zur Berechnung von Fixpunkten.